# László Hídvéghy
László Hídvéghy (* 9. November 1910 in Budapest; † 11. Oktober 1989 in Waltham, Vereinigte Staaten) war ein ungarischer Eisschnellläufer.

## Werdegang
Hídvéghy belegte in der Saison 1935/36 bei der Mehrkampf-Weltmeisterschaft 1936 in Davos den 23. Platz und bei den Olympischen Winterspielen 1936 in Garmisch-Partenkirchen den 25. Platz über 1500 m, den 17. Rang über 5000 m sowie den 14. Platz über 1000 m. Im folgenden Jahr errang er bei der Mehrkampf-Europameisterschaft in Davos den 13. Platz. Im Winter 1937/38 kam er bei der Mehrkampf-Europameisterschaft 1938 in Oslo auf den 22. Platz und bei der Mehrkampf-Weltmeisterschaft 1938 in Davos auf den 12. Rang. Nach dem Zweiten Weltkrieg belegte er bei der Mehrkampf-Europameisterschaft 1948 in Hamar den 26. Platz und bei der Mehrkampf-Weltmeisterschaft 1948 in Helsinki den 21. Rang. Zudem wurde er siebenmal ungarischer Meister, davon sechsmal im Mehrkampf (1934–1937, 1943, 1946) und einmal über 10.000 m (1936).

## Persönliche Bestleistungen
| Disziplin | Zeit        | Datum             | Ort        |
| --------- | ----------- | ----------------- | ---------- |
| 500 m     | 44,6 s      | 31. Januar 1939   | Davos      |
| 1000 m    | 1:37,9 min  | 27. Dezember 1936 | Budapest   |
| 1500 m    | 2:19,8 min  | 27. Januar 1939   | Davos      |
| 5000 m    | 8:40,2 min  | 10. Januar 1948   | Eskilstuna |
| 10.000 m  | 17:19,6 min | 13. Februar 1938  | Budapest   |